# Lista de bairros de Piracicaba
Este anexo lista os bairros (loteamentos) da cidade de Piracicaba:

## Região Central
- CENTRO - Jardim Boa Vista, Chácara São José, Dr. Paulo de Moraes, Rosa Silveira da Fonseca e Chácara Nazareth
- CIDADE ALTA - Bairro dos Alemães
- CIDADE JARDIM - Jardim Europa, Cidade Jardim (2 loteamentos), Chácaras Colina, Jardim das Carmelitas, Chácara Morato e Cidade Jardim (Loteamento da Vila Júlia)
- CLUBE DE CAMPO - Clube de Campo
- JARDIM MONUMENTO - Jardim Mercedes, Jardim Itamaraty, Jardim Santana, Jardim Witier, Jardim Monumento e Jardim São Pedro 2ª Parte
- NHÔ QUIM - São Luiz, Vila Maria, Jardim Algodoal 1ª, 4ª e 6ª Parte, Vila Rezende (2 loteamentos), Vila Ducatti, Jardim Itamaraty e Jardim Monumento
- NOVA PIRACICABA - Jardim Itamaraty, Jardim Mercedes, Jardim São Pedro, Jardim São Paulo, Terras do Engenho, Nova Piracicaba
- PARQUE DA RUA DO PORTO - Chácara Nazareth
- SÃO DIMAS - Jardim das Carmelitas, Chácaras Colina e Jardim Europa
- SÃO JUDAS
- VILA REZENDE - Jardim Universitário, Vila Ducatti, Conjunto Habitacional Cidade Azul, Vila Rezende (2 loteamentos), Nova Piracicaba, Vila Maria, Recanto Colonial, Jardim Santana, Jardim Monumento e Terras do Engenho

## Região Norte
- ÁGUA SANTA
- ALGODOAL - Jardim Alvorada, Recanto Colonial, Jardim Algodoal 2ª, 3ª e 5ª Parte e Comercial Cristóvão Colombo
- AREIÃO - Vila Areião e Jardim Universitário
- CAPIM FINO - Uninorte, Parque Automotivo e Uninorte Ipezinho
- CORUMBATAÍ
- GUAMIUM - Vila Nossa Senhora Aparecida, Parque São Jorge, Alphanorth Industrial e Residencial Recanto Feliz
- JARDIM PRIMAVERA - Jardim Primavera e Nova República
- MÁRIO DEDINI - Bosques do Lenheiro, Mário Dedini, Jardim Gilda e Piracicaba C
- PARQUE RESIDENCIAL PIRACICABA - Jardim Maria, ParK Monte Rey I, II e III, Residencial Parque Piracicaba, Jardim Pacaembu e Altos do São Francisco
- SANTA ROSA - Santa Rosa, Palmeiras, Santa Rosa Ipês, Alphaville, São Gabriel e Villa D'Áquila
- SANTA TEREZINHA - Residencial Andorinhas, Eldorado, Santa Terezinha, Parque das Indústrias, Chácara Santo Antônio, Jardim Bessi, Jardim Castor, Jardim Conceição, Jardim Dom Bosco, Jardim Lídia, Residencial Caieiras, Jardim Taiguara, Residencial João Paulo II, Jardim Nossa Senhora do Carmo, Jardim Nova Capri, Jardim Paris, Jardim Santa Terezinha, Jardim São Benedito, Jardim São Judas Tadeu, Jardim São Sebastião, Jardim Vila Rio, Jardim Santa Ephigênia, Jardim Corcovado, Jardim Maria Helena, Jardim Nossa Senhora das Graças, Alto de Santa Tereza, Jardim São José, Jardim Taiguara I, Jardim Boa Esperança e Park Santa Terezinha
- VALE DO SOL - Gran Park Residencial, Vale do Sol, Parque São Matheus, Jardim Colorado, Glebas Primavera, Residencial Altos da Boa Vista, Parque das Águas, Parque São Mateus II e Comviva
- VILA FÁTIMA - Nossa Senhora de Fátima (5 loteamentos), Jardim Diamante, Jardim Dona Luiza, Jardim Monte Castelo, Jardim Algodoal 3ª Parte e Jardim Matilde
- VILA INDUSTRIAL - Jardim Piedade, Vila Industrial, Vila Industrial Cohab Bandeirantes, Jardim São Roque, Vila São Pedro, Chácara São Pedro, Parque Conceição, Mário Dedini, Altos do Piracicaba, Jardim São Vicente, Parque Conceição II, Jardim São Vicente II e Jardim Residencial Cambuy
- VILA SÔNIA - Jardim Boa Esperança (Profilurb), Jardim Campos Elísios, Jardim Diana, Jardim dos Antúrios, Jardim Irapuã, Jardim Maria Cláudia, Jardim Maria Helena, Jardim Residencial Javary I,II e III, Jardim São Luis, Jardim Sônia, Jardim Três Marias, Parque Bela Vista, Parque Nossa Senhora das Graças, Parque Orlanda I, II e III, Humberto Venturini, Jardim dos Manacás, Vem Viver Piracicaba I e Jardim Itaicy II

## Região Sul
- ÁGUA BRANCA - Parque Residencial Primeiro de Maio, Residencial Parque Água Branca, Terra Nova, Bosque da Água Branca, Jardim Astúrias I, II e III, Desmembramento Astúrias III (2ª parte)Serra Verde, Jardim Oriente, Residencial Bela Vista, Jardim Água Branca, Residencial Água Branca I e II, Jardim Itaberá, Jardim Água Viva, Jardim Ipanema, Irmãos Camolesi, Altos da Pompéia, Jardim Itamaracá, Conjunto Habitacional Alvorada I, Jardim Amán, Santa Laura, Residencial Gaivotas, Residencial Portal da Água Branca, Chácaras Água Branca, Residencial Nova Água Branca II, Residencial São Luiz, Recanto do Piracicamirim, Jardim Tomazella, Santa Tereza D'Ávila, Nova Água Branca II, Recanto da Água Branca, Conjunto Habitacional Altos do Água Branca, Residencial Formaggio, Villaggio Paulino Martini, Jardim Monte Feliz e Vilagio Clotilde Brossi
- BAIRRO VERDE - Chácara Floresta, Jardim Augusta, Jardim das Margaridas, Jardim Santa Mônica, Jardim Pacaembu, Vila Verde (2 loteamentos), Jardim Paulicéia, Nossa Senhora de Lourdes e Vila Paulicéia
- CAMPESTRE - Convívio Bonne Vie, Jardim Belvedere, Jardim Costa Rica, Jardim Paraíso, Unidas, Minas Nova, Jardim Campestre, Condomínio Amhpla, Glebas São Joaquim, Condomínio Benvenutto, Jardim Laranjal, Park Campestre, Jardim dos Ypês I, Jardim Santa Fé, Parque dos Ipês, Jardim Sant'Ana, Residencial Novo Campestre, Vila Romana, Quinta do Campestre e Residencial Ágape
- CHICÓ - Parque Continental
- DONA ANTONIA - Quinta de Santa Helena
- HIGIENÓPOLIS - Vila Sesso, Jardim Modelo, Vila Eliana, Higienópolis e Chácara São José
- JARDIM CALIFÓRNIA - Jardim Brasil, Jardim dos Ipês, Jardim Colonial Pacaembu, Residencial Vila Real, Residencial Ari Coelho, Residencial Bertolucci e Mont Carlo
- JARDIM CAXAMBU - Jardim Caxambu, Jardim Itamarati, Altos dos Astúrias e Recanto do Astúrias
- JARDIM ELITE - Chácara Santo André, Jardim Augusta, Jardim Augusta II, Jardim Elite (3 loteamentos) e Jardim Santa Rosa
- MONTE LÍBANO - Glebas São Joaquim, Jardim das Flores, Jardim Haiti, Jardim Morada do Sol, Jardim Noêmia Ingá, Vila São Paulo, Parque dos Eucaliptos, Jardim Monte Líbano, Jardim Monte Líbano II, Condomínio Altos do Tatuapé e Jardim Ibirapuera
- NOVA AMÉRICA - Jardim Nova Esperança, Jardim Saibreiro, Jardim Santa Catarina, Jardim Santa Helena, Jardim Santa Tereza, Jardim São Domingos, Parque das Mangueiras, Vila Dr. Jorge Coury (6 loteamentos), Portal do Astúrias, Desmembramento do Portal do Astúrias II, Saibreiro, Alto da Colina e Jardim Prezotto
- PAULICÉIA - Jardim Esplanada, Chácara Floresta, Vila Paulicéia (1 loteamento), Waldemar Zaia e Outros, Vila Tozzo, Reloteamento Vila Paulicéia (4 loteamentos), Vila Nova Paulicéia, Vila Mantoan, Pacaembu, Jardim Paulista (2 loteamentos), Bairro Verde, Jardim Paulicéia, Vila São Luiz, Jardim São Francisco de Assis, Vila Dr. João Conceição, Jardim Santo Antonio, Jardim Ibirapuera, Residencial Paulista e Vila Nazareth
- PAULISTA - Chácara Amstalden, Vila Dr. JoãoConceição, Vila Natera, Vila Giácomo, Vila Nazareth, Chácara Nazareth e Vila Jaraguá
- SANTA HELENA

## Região Leste
- AGRONOMIA
- CECAP - Residencial Eldorado e Parque Cecap I e II
- CIDADE JUDICIÁRIA
- CONCEIÇÃO - Chácara Mazzero e Chácara Ipê
- DOIS CÓRREGOS - Jardim Vila Verde, Jardim Panorama, Jardim Panorama II, Glebas Natalinas, Jardim Nova Iguaçu, Glebas Aliança, Glebas Haiti, Jardim Residencial Altafin, Jardim Santa Ignês I e II, Jardim Santa Sílvia, Green Village, Village De Leon, Parque Prezotto, Jardim Residencial Jatobás, Habitare Residencial e Villa D'Itália
- JARDIM ABAETÉ - Jardim Potiguar, Jardim Abaeté, Condomínio Recanto dos Beija Flores, Chácara Bi-Centenário
- JARDIM SÃO FRANCISCO - Santa Rita Garças, Santa Rita Perdizes, Santa Rita Colibris, Santa Rita, São Francisco, Taquaral, Residencial Bertolin I e II, Residencial Bellini e Convívio São Francisco
- MONTE ALEGRE - Monte Alegre e Residencial Monte Alegre
- MORUMBI - Jardim Morumbi, Jardim Noiva da Colina, Jardim Piracicabano, Jardim Petrópolis, Jardim Santa Isabel, Jardim Novo Horizonte, Jardim Virgínia, Jardim Água Seca, Jardim América, Jardim Reserva Imperial, Residencial Humaitá, Terras do Sinhô I e II e Terras di Treviso
- PIRACICAMIRIM - Jardim São Simão, Parque Prezotto, Vila Prudente, Cidade Maracanã, Jardim Bandeirantes, Jardim Boa Esperança, Desmembramento Thiago Varjão Fontoura e Jardim Pombeva
- POMPÉIA - Jardim Sol Nascente, Parque Chapadão, Residencial Itaporanga, Residencial Nova Pompéia, Alvorada II e III, Jardim Terra Rica I e III, Conjunto Habitacional Eugênio Montebelo, Jardim Santa Ignês I, Jardim São Simão, Jardim Panorama II, Residencial Leão, Altos do Taquaral, Jardim Sol Nascente II, Convívio Residencial Lazuli Plaza, Glebas Nova Aurora e Riviera Residence
- SANTA CECÍLIA - Parque Santa Cecília, Recanto Tropical, Chácara Naval, Desmembramento Cristiane Naval Filletti, Jardim Brasília (2 loteamentos), Santa Cecília e Jardim Água Seca
- SANTA RITA - Santa Rita Avencas, Glebas Nova Aurora e Santa Rita
- TAQUARAL - Centro Comercial Agrícola Taquaral, Centro de Produção Agrícola Taquaral, Jardim Residencial UNIMEP e Residencial Campos do Conde
- UNILESTE - Unileste, Nupeme, Jardim Jatobá e Recanto Jatobás
- VILA INDEPENDÊNCIA - Vila Independência (15 loteamentos)
- VILA MONTEIRO - Chácara Kobal, Jardim Ferreira, Jardim Jacinto, Jardim Mafalda, Jardim Mathias, Vila Piracicamirim e Vila Independência

## Região Oeste
- ÁGUA DAS PEDRAS - Glebas Noiva da Colina
- CASTELINHO - Jardim São Miguel (3 loteamentos), Vila Nazareth, Chácara Nazareth e Jardim Morato
- GLEBAS CALIFÓRNIA - Chácara Espéria, Chácara Genebra, Chácara Santa Joana, Glebas Califórnia e Conjunto Habitacional Colinas de Piracicaba
- JARAGUÁ - Vila Mercedes, Vila Jaraguá e Vila Dr. Pacheco Chaves
- JARDIM ITAPUÃ - Tatuapé, Jardim Tóquio, Jardim São Carlos, Jardim Itapuã e Jardim São Paulo (2 loteamentos)
- JARDIM PLANALTO - Jardim São José, Jardim Nova Suíssa, Ipanema, Jardim Planalto, Jardim Itapuã e Jardim João Conceição
- JUPIÁ - Parque Jupiá, Residencial Jardim Parque Jupiá (Cohab), Glebas Nova Califórnia, Glebas Califórnia, Residencial Parque Santim e Jardim Helena
- MORATO - Chácara Nazareth II, Terras de Piracicaba I, II, III, IV e V, Residencial Reserva do Engenho e Morada do Engenho
- NOVO HORIZONTE - Chácara São Jorge, Residencial Paineiras, Kobayat-Líbano, Jardim Novo Horizonte, Jardim Piazza Itália, Parque do Sabiá, Vila Liberdade, Jardim Santa Maria e Jardim Santa Clara
- ONDAS - Chácara Santo Antônio, Parque Residencial Damha I, Jardim São Francisco, Residencial Reserva das Paineiras, Ondas do Piracicaba e Residencial Canadá
- ONDINHAS - Jardim Estoril
- SÃO JORGE - Jardim São Jorge, Jardim Vitória, Jardim Santo Antonio, Santo Antonio II e Chácaras Alto de Santa Tereza
- VILA CRISTINA - Jardim Borghesi, Jardim Camargo, Jardim Cruzeiro, Jardim Glória, Jardim Ibirapuera (1ª parte), Jardim Ibirapuera (2ª parte), Jardim Monte Cristo, Jardim Tarumã, Jardim Regina, Jardim Monte Verde, Jardim Monte Branco, Jardim João Conceição, Jardim Santo Antonio, Jardim Stênico, Jardim São Carlos, Tatuapé e Nova Paulista